# Труберг, Айвар
Айвар Труберг (эст. Aivar Truberg; 9 апреля 1971) — советский и эстонский футболист, нападающий.

## Биография
Воспитанник тренера Виктора Метса. В 1988 году играл за команду «Пайде», выступавшую в одной из низших лиг Эстонской ССР, стал обладателем Кубка Пайдеского района. В 1989 году был приглашён в сильнейшую команду республики — таллинский «Спорт», в его составе провёл 7 матчей во второй лиге СССР в 1989 году и одну игру в чемпионате Прибалтики в 1990 году.
В 1993 году вместе с группой эстонских игроков (Арво Краам, Тоомас Крым, Хиндрек Кяяри, Ристо Сарапик) играл за клуб третьего дивизиона Финляндии «Мянтян Вало».
Осенью 1994 года выступал за таллинскую «Флору», сыграл 2 матча в чемпионате Эстонии и одну игру в Кубке УЕФА, «Флора» в сезоне 1994/95 стала чемпионом страны. Осенью 1995 года сыграл 3 матча за «Тевалте-Марлекор» (Таллин), финишировавший в сезоне 1995/96 на третьем месте в высшей лиге. Также играл за ряд эстонских клубов низших лиг.
После окончания игровой карьеры работал детским тренером, в том числе с командой по гандболу «СК/Мистра» (Арукюла).